# Berlini tévétorony
A Berlini tévétorony (németül: Berliner Fernsehturm) Berlin egyik fő látványossága, Németország legmagasabb, az Európai Unió harmadik legmagasabb szabadon álló épülete 368 méteres magasságával, amivel elkészültekor a világ negyedik legmagasabbja volt. Közvetlenül a város központjában található, az Alexanderplatz és a Rotes Rathaus között. 1965 és 1969 között épült az NDK kormányának megbízásából, jelenlegi tulajdonosa a Deutsche Telekom egyik leányvállalata, a Deutscher Funkturm. Számtalan rádió- és televízióadó rajta keresztül sugározza műsorát. Tagja a legmagasabb épületek világszövetségének.

## Története
Kelet-Berlinben már az '50-es években tervezték a tévétorony megépítését, Müggelberge, vagy Treptow-Köpenick kerületben, a város délkeleti, magasabban fekvő részein. A Müggelbergben épülő tévétorony építését azonban le kellett állítani, mivel nagyban zavarta volna a schönefeldi repülőtér forgalmát. Így csak egy csonk maradt a helyszínen. Utána szóba került még a Friedrichshaini néppark is, de a projekt el sem kezdődött.
1964-ben Walter Ulbricht, az NSZEP központi bizottságának első titkára egy személyben úgy határozott, hogy a tévétoronynak az Alexanderplatz mellett, közvetlenül a belvárosban kell felépülnie. Építését Gerhard Kosel, a Német Építészeti Akadémia igazgatójának irányítása alatt, Hermann Henselmann, Jörg Streitparth, Fritz Dieter, Günter Franke és Werner Ahrend terve alapján kezdték meg, aminek egyik kimondott célja a terület átalakítása is volt. Ennek folyamán a Marienkirche és a Rotes Rathaus kivételével a többi történelmi épületet mind lebontották.

## Építkezés
A kivitelezés 1965. augusztus 4-én indult meg, ünnepélyes alapkőletétel nélkül. A költségeket eredetileg 33–35 millió keletnémet márkára becsülték, de a főépítésvezetőt már 1965-ben leváltották, mert az összeg 200 millió márkára emelkedett. Ennek egyik oka az volt, hogy sok fontos anyagot importálni kellett: a külső burkolatot, valamint a fényszórókat Nyugat-Németországból, a felvonókat, a légkondicionálókat és az ablakokat Svédországból illetve Belgiumból. A pontos végösszeget soha nem hozták nyilvánosságra.

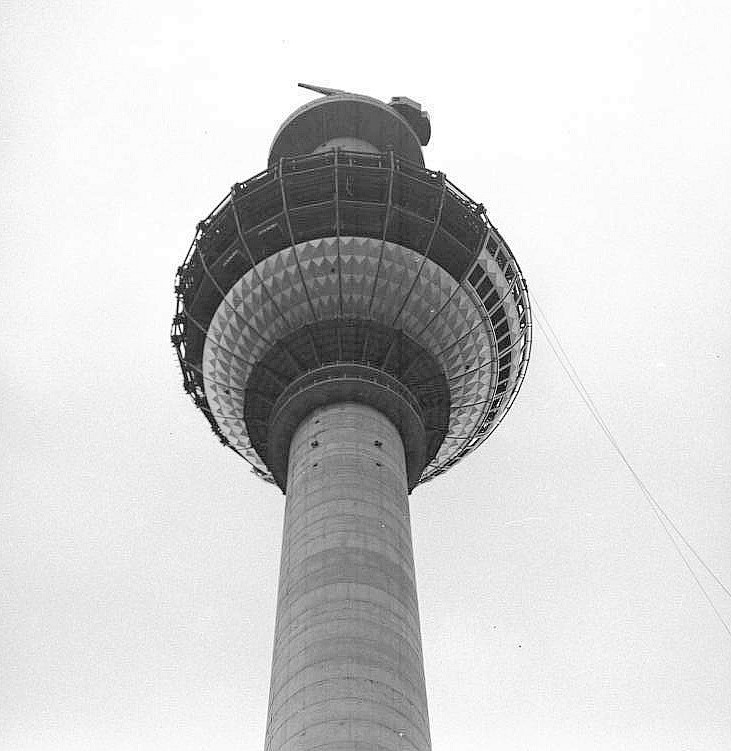
A gömb építése, 1968

A torony építésénél olyan technológiát alkalmaztak, hogy az acél állványzatok építése mindig éppen csak egy lépéssel előzte meg a torony betonozását. Ezt követően a földön összeszerelték a gömb acélvázát. Az állványzat tetejére telepítettek egy emelődarut, amely felhúzta a gömb acéldarabjait. A daru máig ott maradt, bár az emelőkarja be van hajtva. A később, a tetejére felállított antennát egyenként kb. 4 méter nagyságú szelvényekből állították össze. Az épülő antenna oldalára szintén szereltek egy kis darut, amely folyamatosan együtt emelkedett az építménnyel. A munka befejeztével ezt a darut eltávolították.
Bő négy, megfeszített munkával töltött év után, 1969. október 3-ára készült el a torony, amikor is üzembe állították. Manapság is az egyik legismertebb berlini nevezetesség, évente nagyjából egymillió látogató keresi fel. Építésére hatással volt a Stuttgarti tévétorony, ami a világon elsőként épült vasbetonból. Vele együtt a teljes környéket átépítették: szökőkutakat, virágágyásokat telepítettek. A TV-torony funkcionális szerepén túl, szimbolikus jelentéssel is bírt: a szocializmus időszakában a keletnémet monumentális építészet és gigantikus beruházás utolérhetetlenségét is hirdette, az egyik legfőbb politikai jelkép volt.

## A 2006-os labdarúgó vb-n

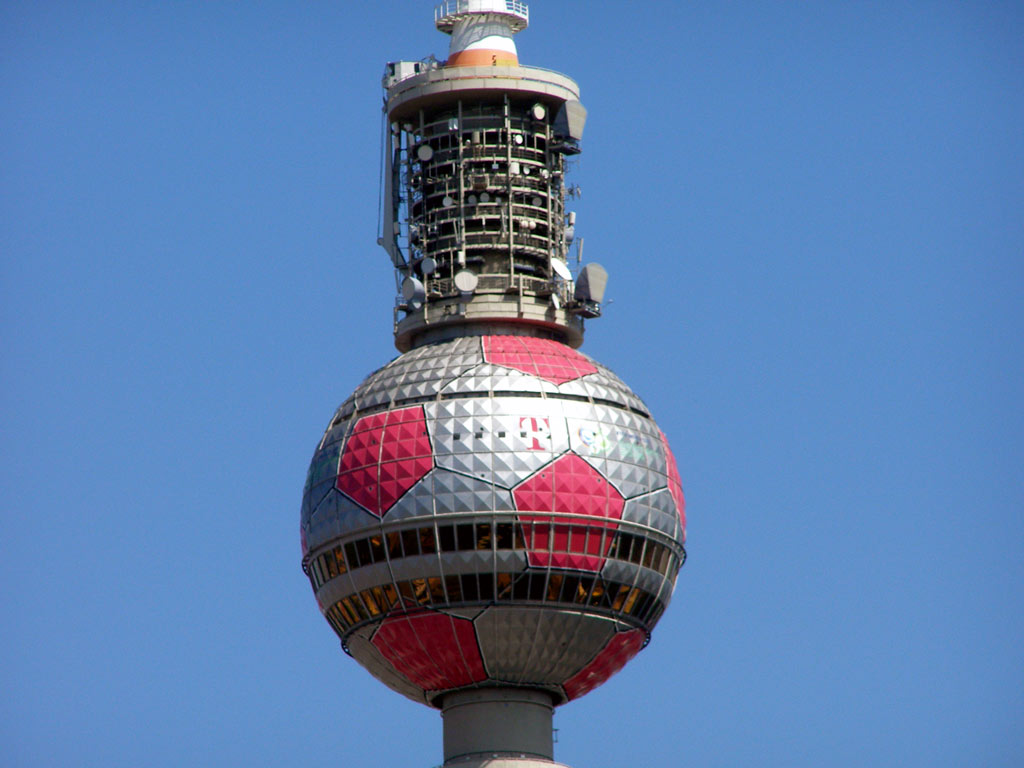
A 2006-os VB idején

A 2006-os labdarúgó-világbajnokság idejére a gömböt a tulajdonos T-Mobile egy fóliával takarta be, amin egy focilabda rajzolódott ki a cég hivatalos, magenta színével. A torony végig így volt látható a torna ideje alatt. A fólia eltávolítását a játékok végeztével, 2006 augusztusára tervezték, azonban elhalasztották, így egészen októberig lehetett látni a megmaradt darabokat. A 2007-es nagytakarítás után, ami az első volt 1989 óta, bejelentették, hogy a napsugárzás a hosszú évek során a felgyülemlett kosz egy részét beleégette a gömb felszínébe, amit letakarítani szinte lehetetlen.

## A belső tér
A torony földszintjén tágas előcsarnok valamint ajándékárusok vannak. Innen több csigalépcső vezet fel az előcsarnok emeletére. Itt található a pénztár valamint a liftek. A gömbben a látogatók két emeletet járhatnak be: az egyik a kilátóemelet, a másik a Telecafé, ahová két felvonó szállítja az érdeklődőket. Itt, 207,5 méter magasan található a panoráma-étterem, amely félóránként fordul körbe, teljes rálátást biztosítva a városra.

## Műszaki adatok

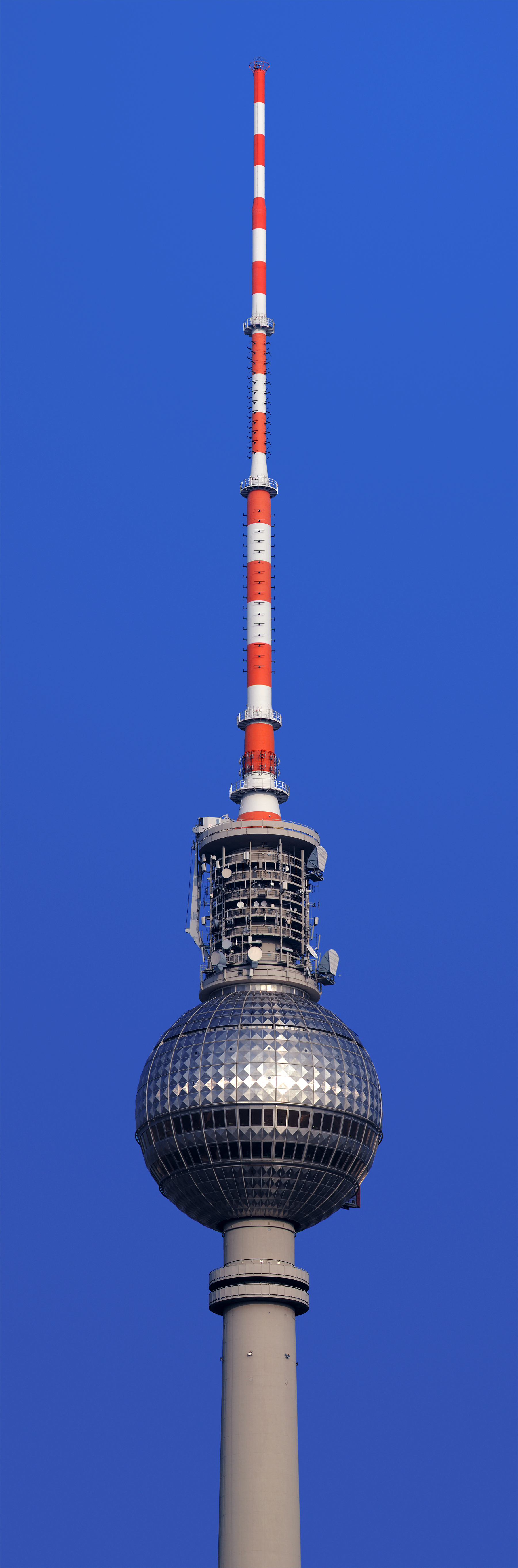
A torony teteje az antennával

- Teljes magassága (az antennával együtt): 368,03 méter (az 1997-es újjáépítés előtt az antennával együtt 365 méter volt)
- Az antenna hossza: 118 méter
- Az antenna átmérője: 1,80 méter
- A gömb átlagos magassága: 212 méter
- A kilátóemelet magassága: 203,78 méter
- A Telecafé magassága: 207,53 méter
- Átmérője az alapnál: 32 méter
- Átmérője a kilátóemeletnél: 24 méter
- A Telecafé átmérője: 29 méter
- A gömb átmérője: 32 méter
- A betonépítmény tömege: 26 000 tonna
- A gömb tömege: 4800 tonna
- Az antenna tömege: 245 tonna
- A felvonók sebessége: 6 m/s
- Alapmélység: 5 méter

A torony alapjánál egy épületkomplexum áll, ahol kiállítási és ajándéktárgyak, étterem, kávéház található. Az épület teteje csúcsos formájúra van tervezve, a belsejében egy tágas lépcsőházzal. A Rotes Rathaus és a TV-torony tengelyében áll a Rheinhold Begas által tervezett Neptun-kút.
A gömb alatt, a betontestben két gyűrű helyezkedik el vészhelyzet esetére, amik egyúttal menekülési útvonalak is. A gömb felgyulladása esetén egyszerre 400 látogató nyerhet ott menedéket a tűz eloltásáig, de egy lépcsőn további út is vezet lefelé.
A torony tetején található egy 1,5 tonnás ellensúly, ami erős szél esetén hivatott a torony kilengését automatikusan csökkenteni. Az antennákon a vevő- és továbbítóberendezések digitális DVB-T, FM rövidhullámú, valamint digitális audio műsorszórásra szolgálnak. Az antennarendszer elektronikusan fűthető, mivel a téli időszakban jégmenetesen kell tartani, valamint vigyázni kell, nehogy nagyobb jégdarabok hulljanak le róla.

## Programok és frekvenciák
A különböző, magas ultrarövidhullámú antennáknak köszönhetően a torony 17 rádió műsorait képes sugározni. A kimeneti teljesítmény 0,5–100 kW tartományokban lehetséges. Még a BBC francia nyelvű adását is innen sugározzák.
A BB Radio privát rádióadó is a torony 107,5 MHz-es frekvenciáját használja engedéllyel, mivel a másik, Berlin-Schäferbergen lévő állomás csak 13 kW teljesítményre képes. A Rundfunk Berlin-Brandenburg (az ARD regionális, Berlinbe és Brandenburg tartományba sugárzó rádió- és televízióműsora) 100 kW teljesítménnyel, míg a BBC legfeljebb 20 kW teljesítménnyel sugározhatja innen a műsorait.
| Az adók és frekvenciák részletes leírása |
| --- |
| - 87.9 MHz - Star FM - 90.2 MHz - BBC World Service - 91.4 MHz - Berliner Rundfunk - 93.6 MHz - Jam FM - 94.3 MHz - rs2 - 95.8 MHz - RBB Radio Eins - 97.7 MHz - Deutschlandfunk - 98.8 MHz - Kiss FM - 99.7 MHz - Antenne Brandenburg - 100.6 MHz - Motor FM - 101.3 MHz - Klassik Radio - 101.9 MHz - JazzRadio 101.9 - 102.6 MHz - RBB Fritz - 103.4 MHz - Energy Berlin - 104.6 MHz - 104.6 RTL - 105.5 MHz - Spreeradio - 106 MHz - Radio France Internationale - Block 12B - 225.648 MHz (DAB) - FIRST Audio iDLS - Rock Antenne - Block 12D - 229.072 MHz (DAB) - Deutschlandfunk - Voice of Russia - Block LA - 1452.960 MHz - All Digital One stations (DAB) - Channel 4 (DMB) - E4 (DMB) - ITN (DMB) - ITV1 (DMB) - VHF 5 (177.5 MHz) - Mixed Berlin 1 - WDR Fernsehen Köln - SWR Fernsehen Baden–Württemberg/Rajna–Pfalz - HSE24 - VHF 7 (191.5 MHz) - ARD regionális műsorok - MDR Fernsehen Szászország - arte - NDR Fernsehen Alsó-Szászország - UHF 25 (506 MHz) - RTL Group - RTL - RTL II - Super RTL - VOX - UHF 27 (522 MHz) - ARD nemzeti programok - Das Erste - rbb Fernsehen Berlin - Phoenix - EinsExtra/rbb Fernsehen Brandenburg - UHF 33 (570 MHz) - ZDF - ZDF - 3sat - ZDFinfokanal - ZDFdokukanal/KI.KA - UHF 44 (658 MHz) - ProSieben, Sat.1 - ProSieben - Sat.1 - kabel eins - N24 - UHF 56 (754 MHz) - Mixed Berlin 2 - DSF - 9Live - Eurosport - TV.Berlin - UHF 59 (778 MHz) - Mixed Berlin 3 - n-tv - Euronews - 90elf Interactive - 15 rádió csatorna |

## Különlegességek
A torony építése közben számos anekdota született, vagy később a berliniek, vagy a turisták ragasztották rá.

### A pápa bosszúja

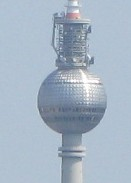
„A pápa bosszúja”

Rögtön a gömb felállítása után sok találgatásra, mulatságra adott okot a gömbről visszacsillanó kereszt. A nap sugarai ugyanis kereszt alakban csillantak vissza az üvegfelületről. Ez az ateista NDK-vezetésnek kínos volt. Állítólag ezen affér miatt nem is hívták meg az építészeket a megnyitóra, és innen kapta az épület az egyik becenevét: „A pápa bosszúja” (németül: Rache des Papstes). Otto Dibelius evangélikus püspök, a német evangélikus egyház vezetője után nevezték még „Dibelius bosszújának” („Dibelius’ Rache”) is, az építészek közt pedig "állapotos kötőtű" néven.
Végül is úgy könyvelték el a jelenséget, mint egy plusz jelet a szocializmusnak. Egyes hírek szerint a Stasi fényvisszaverő tükröket akart felállítani a földön, amelyekkel a keresztet eltüntethették volna. Egy további anekdota szerint az NDK Népi Kamarája gondolkodott a lebontásán is, ez azonban komolyan soha nem merült fel.
Az 1987. június 12-én Brandenburgi kapunál elmondott híres beszédében az akkori amerikai elnök, Ronald Reagan egy újabb szóbeszédet tárt nyilvánosság elé. Ezek szerint a kelet-berlini hatóságok a torony megépülte óta kísérleteztek azzal, hogy olyan anyagot találjanak, ami a sugarakat eltéríti, vagy a jelet láthatatlanná teszi.

### Szent Walter
Az épületet hasonló okokból nevezték még „Szent Walternak” (St. Walter) is, utalva Walter Ulbrichtra, az NSZEP főtitkárára, aki elrendelte a torony felépítését. Ulbricht halála után immáron az „Ulbrichts Gedächtniskirche“ (Ulbricht emléktemploma) kifejezés ragadt meg.

### Telespargel
Az idegenvezetők gyakran azzal a becenévvel említik a tornyot, hogy Telespargel („tele-spárga”) és Zahnstocher („fogpiszkáló”), olyan neveken, amelyeket állítólag sokat használnak a helybeli lakosok. Ez azonban nem teljesen igaz, mivel a berliniek általában kimondják a TV-torony (Fernsehturm) szót, nem használják a „Telespargel” vagy „Zahnstocher” kifejezést. Előbbi becenév sokkal inkább a NDK-s tisztviselők kívánsága volt, de a gyakorlatba nem nagyon ment át. Egy helyi mondás szerint Berlinben egyetlen normális kilátópont van, az a TV-torony, mivel egyedül onnan nem látni a tévétornyot.

### A helyszíni határozat
1964. szeptember 20-án Walter Ulbricht pártvezető a város makettja előtt a maga utánozhatatlan stílusában választotta ki a helyszínt: „Nu, Genossen, da sieht man's ganz genau: da gehört er hin.“ A magyar fordítás körülbelül így hangozhat: „Na, elvtársak, pontosan látható, hogy ide való.” Emiatt a zárt döntés miatt van az, hogy nem történt meg az építési engedély kiadása, anélkül építették fel. A helyszínt úgy választották ki, hogy lehetőleg az összes nagy kelet-berlini utca a toronyhoz vezessen.

### Unser Fernsehturm
Egy 1972-ben írt dal, amit az építmény ihletett, a keletnémet úttörők egyik hivatalos dala volt, melynek második versszaka:
Der Fernsehturm ist groß und schlank,

groß und schlank, groß und schlank

und hat ein Bäuchlein blitzeblank,

Bäuchlein blitzeblank, Bäuchlein blitzeblank.

Da ist kein Magen drin, nee, nee, sondern ein Fernsehturmcafé.

Groß und schlank, blitzeblank, Fernsehturmcafé.

Szöveg: Helmut Stöhr/Ilse és Hans Naumilkat
A körülbelüli magyar változat:
A tévétorony oly magas és karcsú,

magas és karcsú, magas és karcsú

hasikója fényes, mint a villám,

fényes mint a villám, fényes mint a villám.

Nincs gyomra, nincs, csak egy kávézója.

Magas és karcsú, fényes, kávéházas.

## Megjelenése filmekben
A tévétorony az idők során több különböző filmben is fontos szerepet játszott. A Tornádó – Az ég haragja (2006) című alkotásban a tornyot majdnem lerombolja egy tornádó. A Pokoli tévétorony (2007) című filmben kitör egy tűz a gömb étteremszintjén, ahol 17 ember bennreked. Mivel biztonsági okokból nem forgathattak az eredeti helyszínen, ezért az eredetivel megegyező díszletet máshol építettek fel. A különböző technikai részletek, mint például a szemmel látható hibák, a tűzjelző rendszer hiánya, vagy a zuhanásveszélyes felvonók csak fikciók. A Verliebt in Berlin című népszerű telenovella hivatalos jelképe a tévétorony.

## Galéria

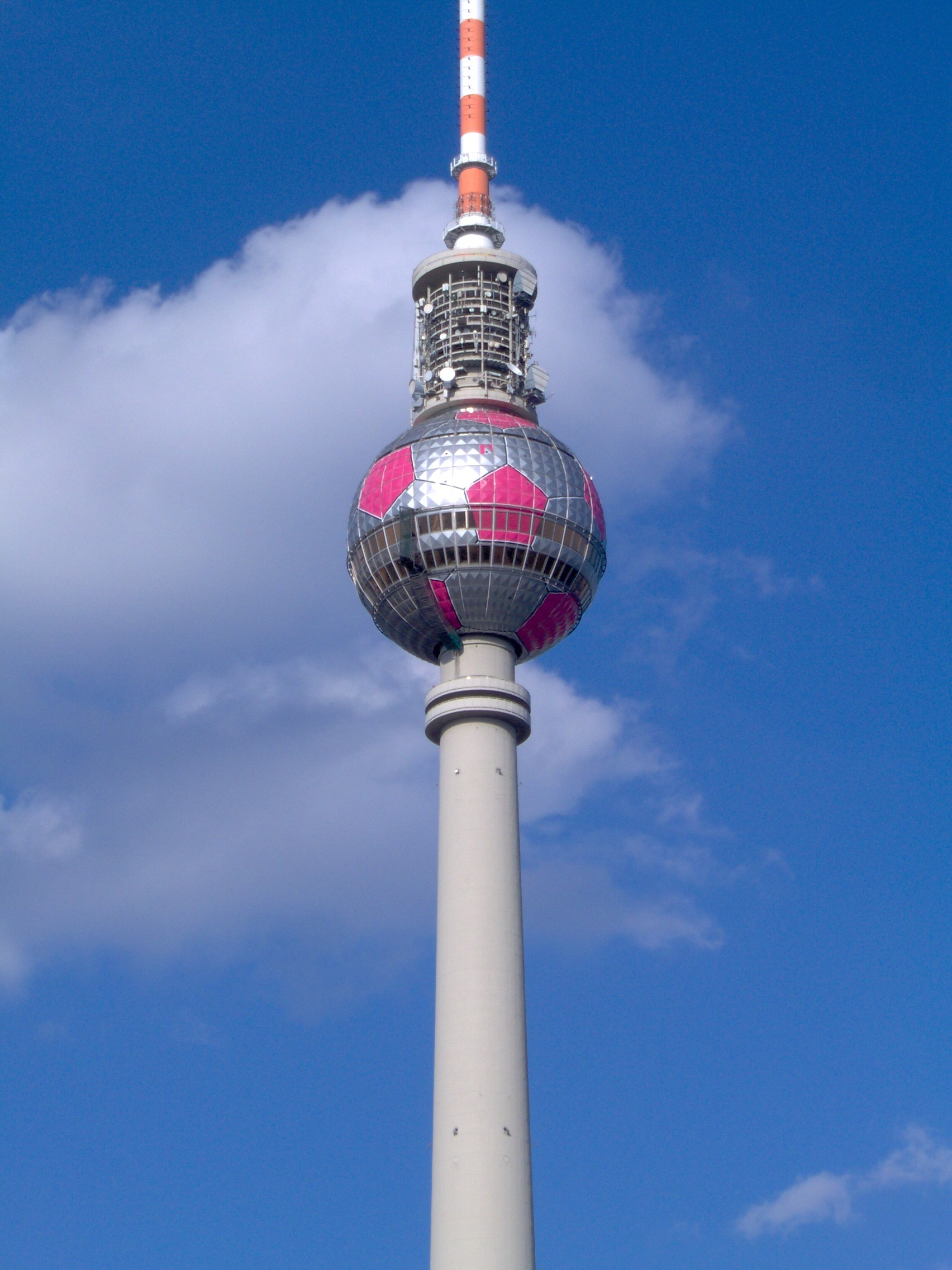
A futball-világbajnokság ideje alatt
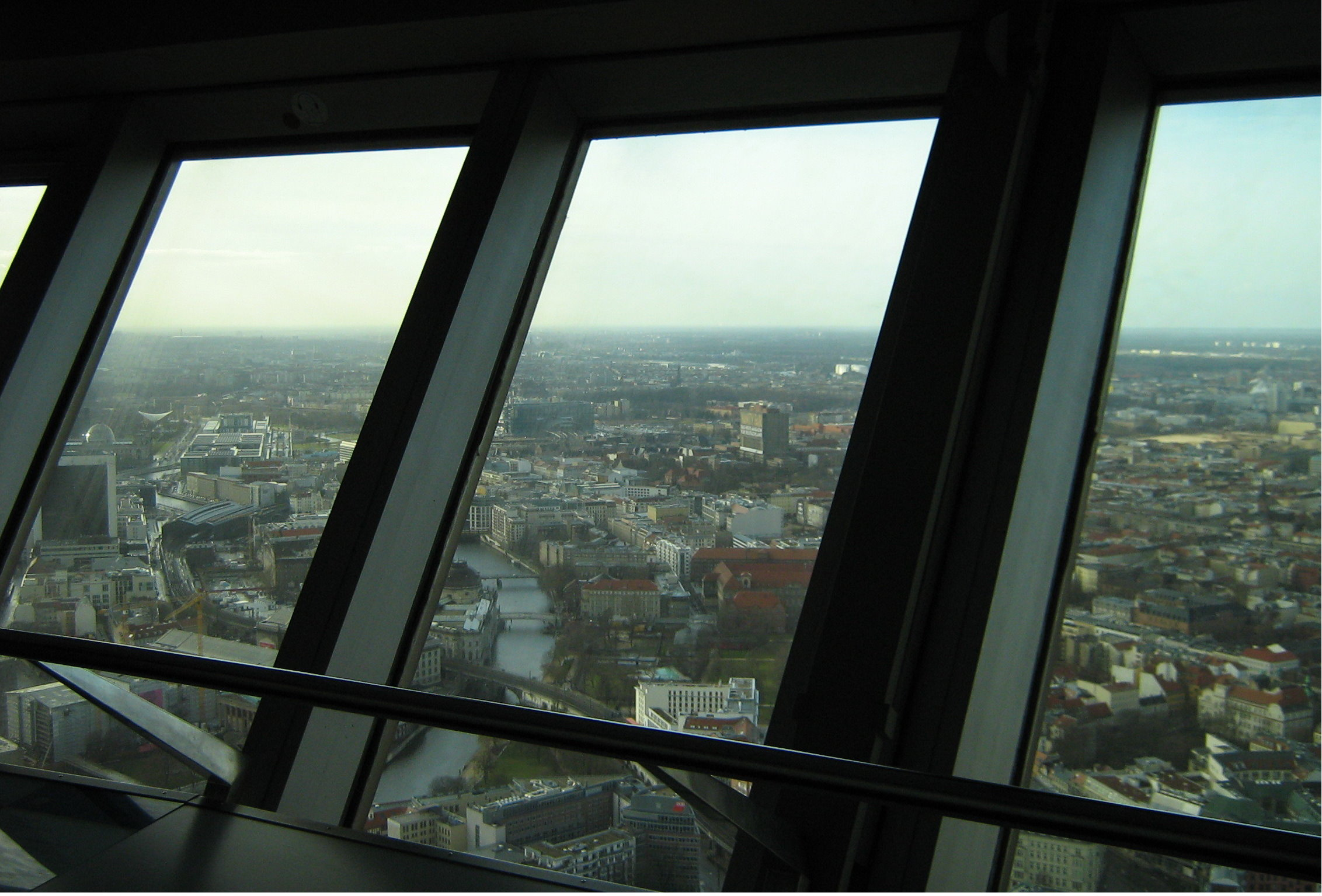
Kilátás belülről
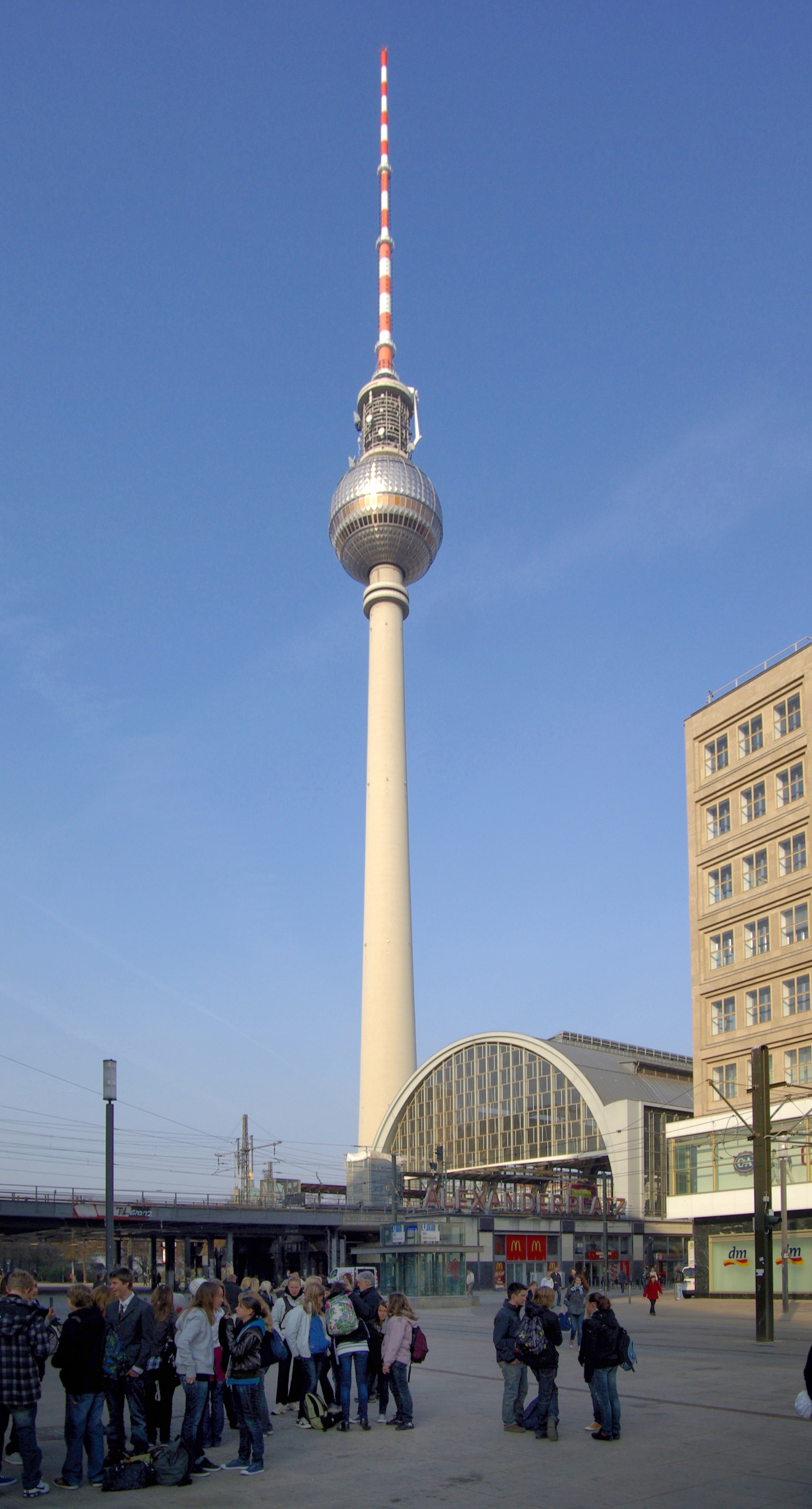
A talajszintről nézve
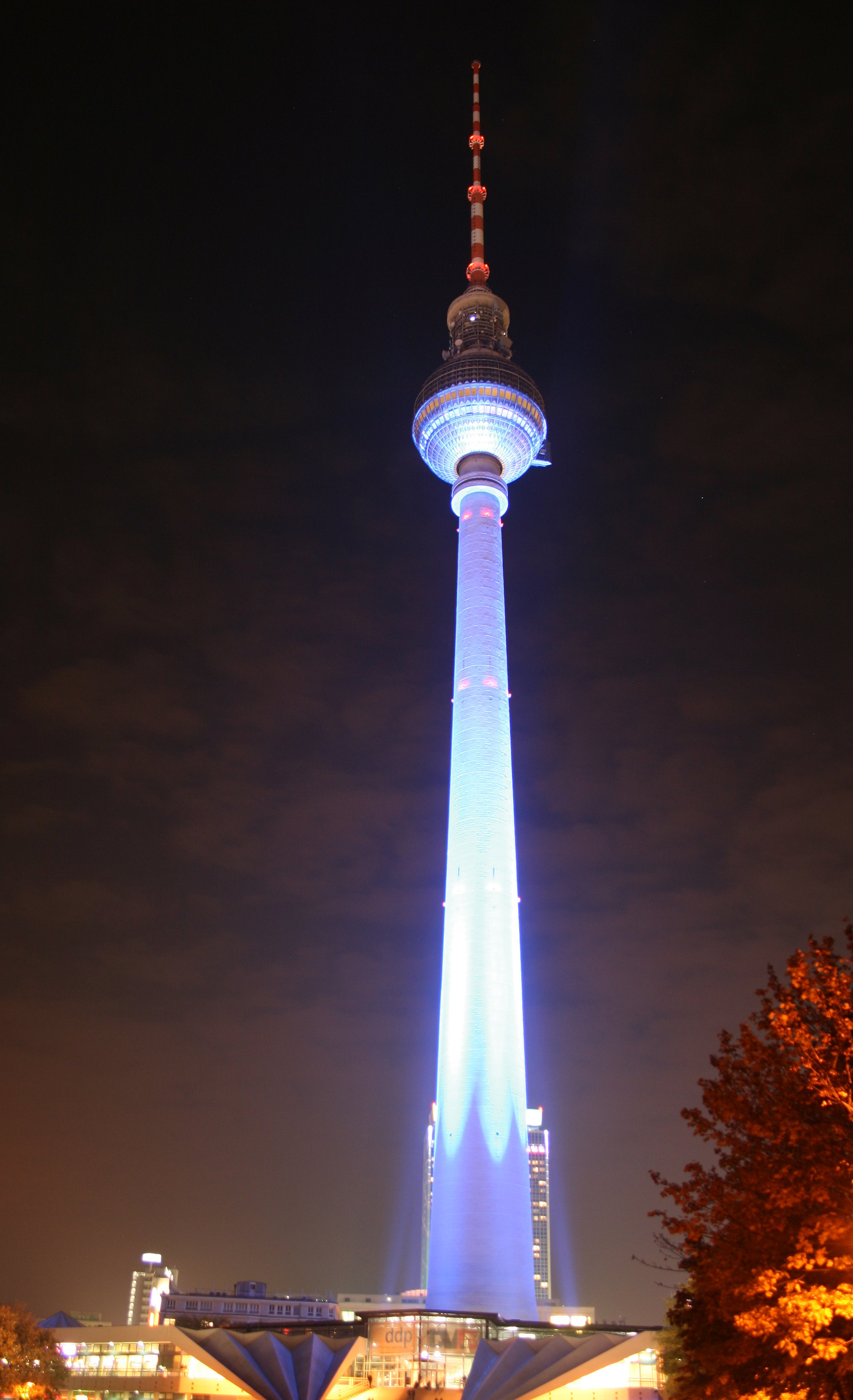
A 2007-es fények fesztiválja alatt
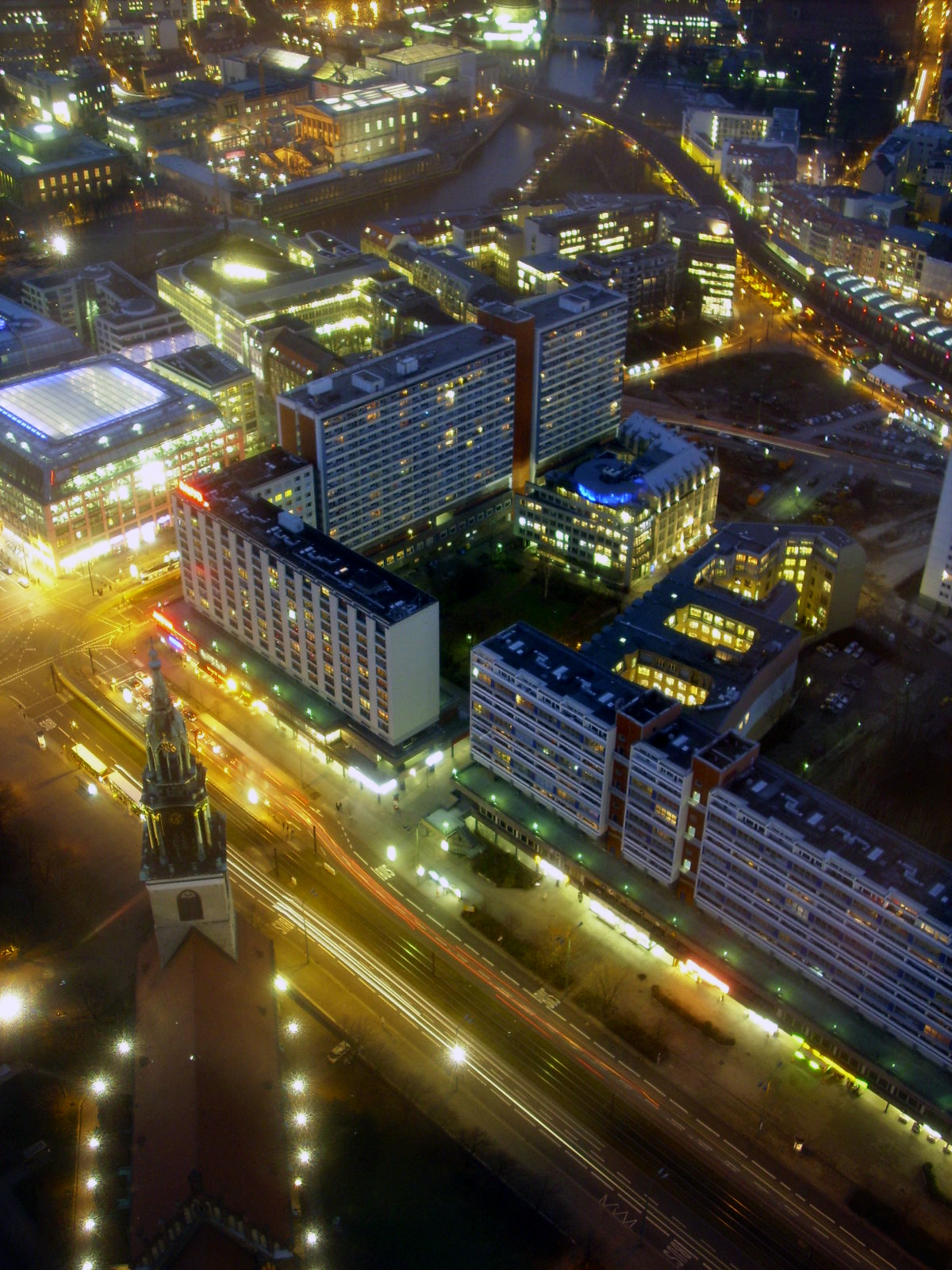
Rálátás Berlinre
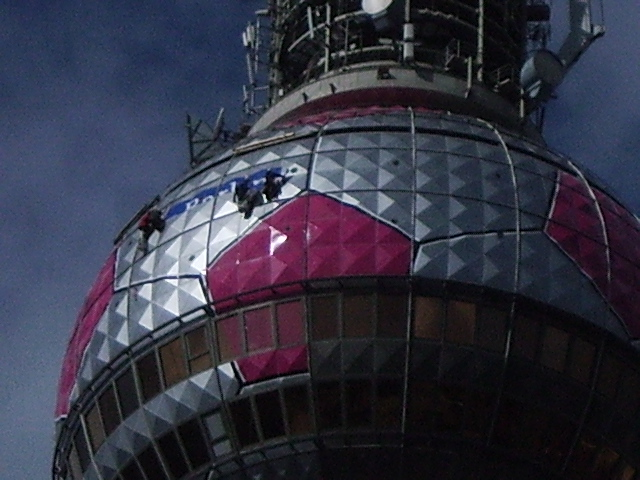
Festik a gömböt
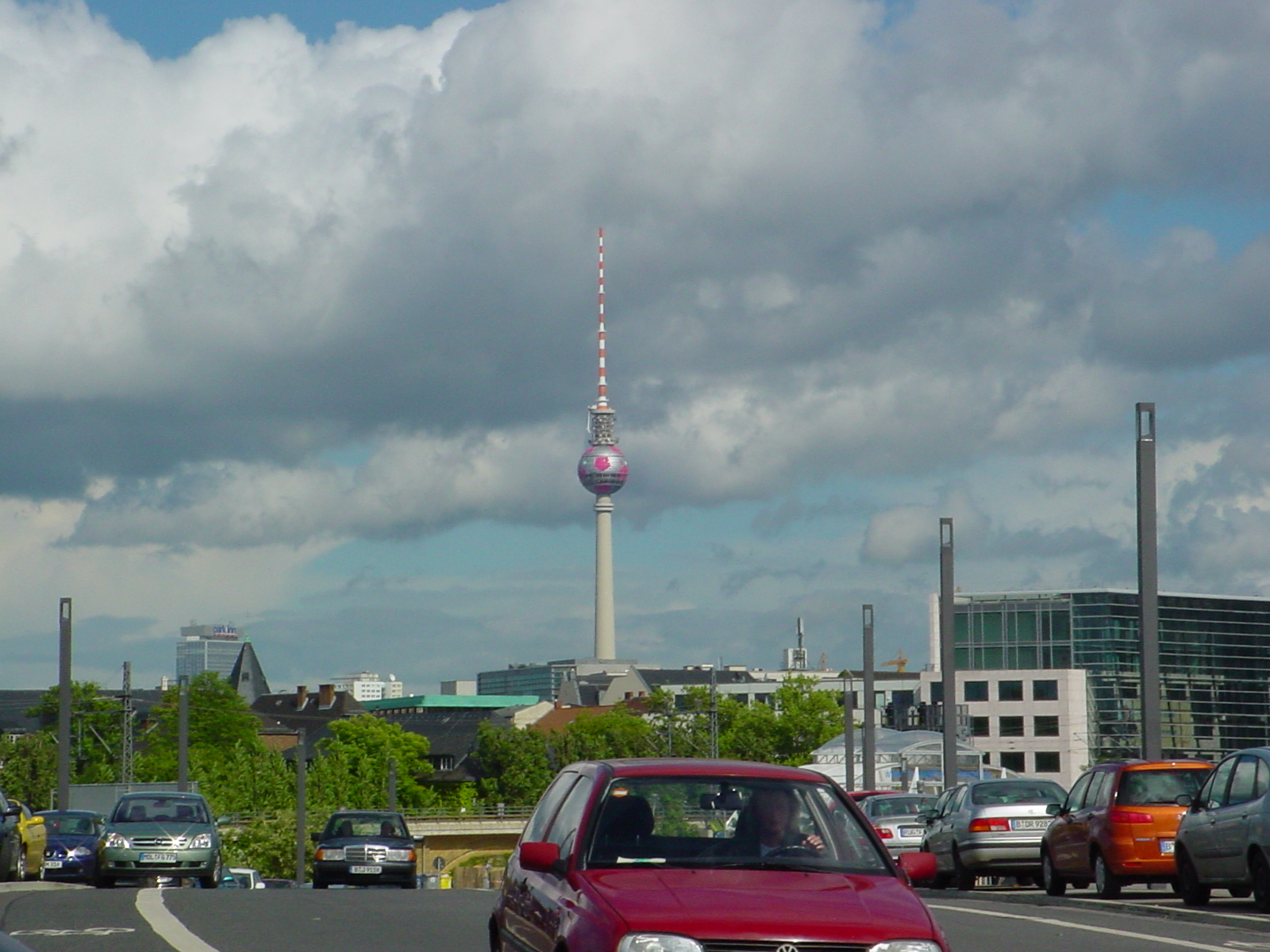
A tévétorony távolról nézve
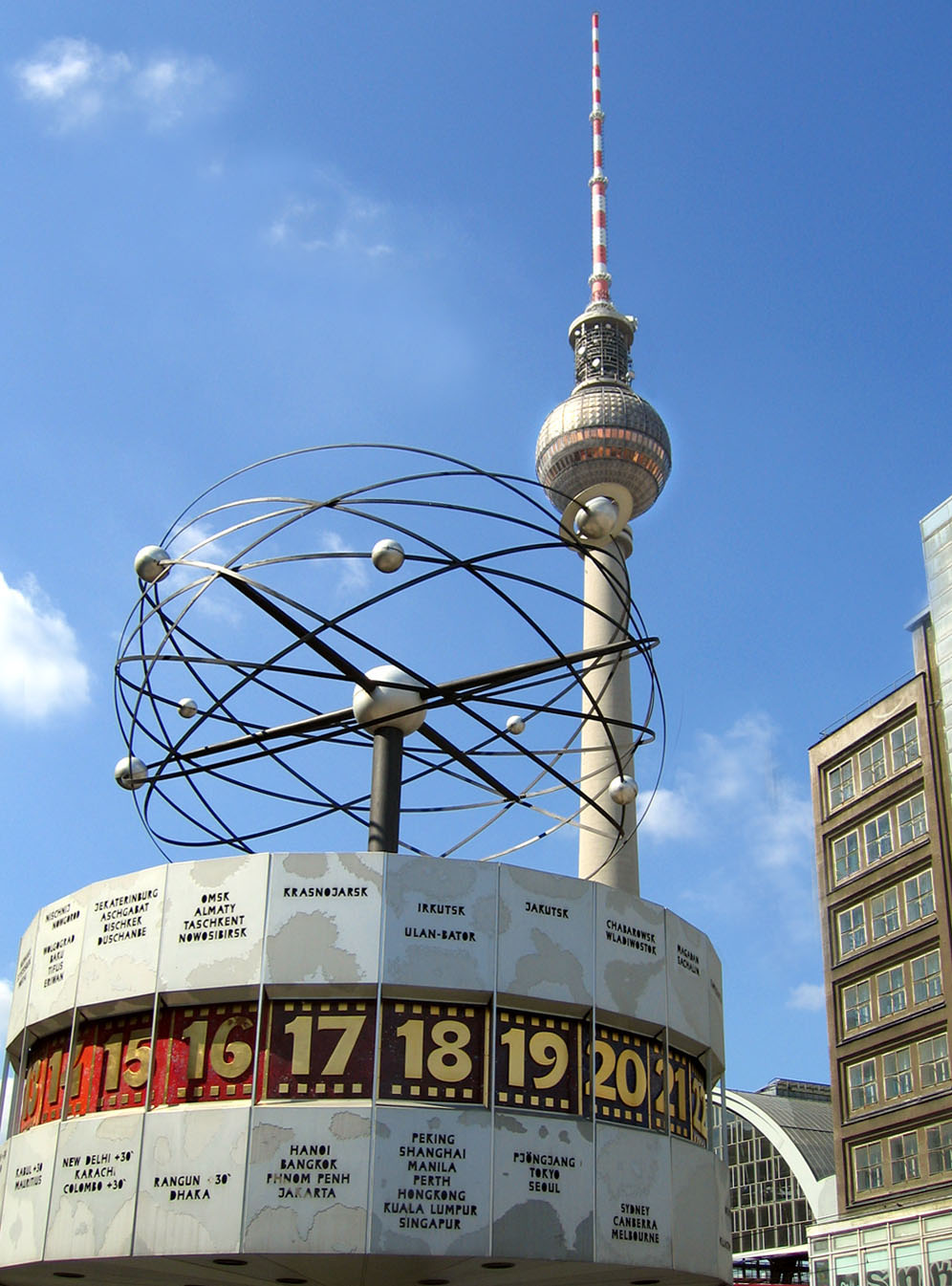
A tévétorony és az Uránia világóra
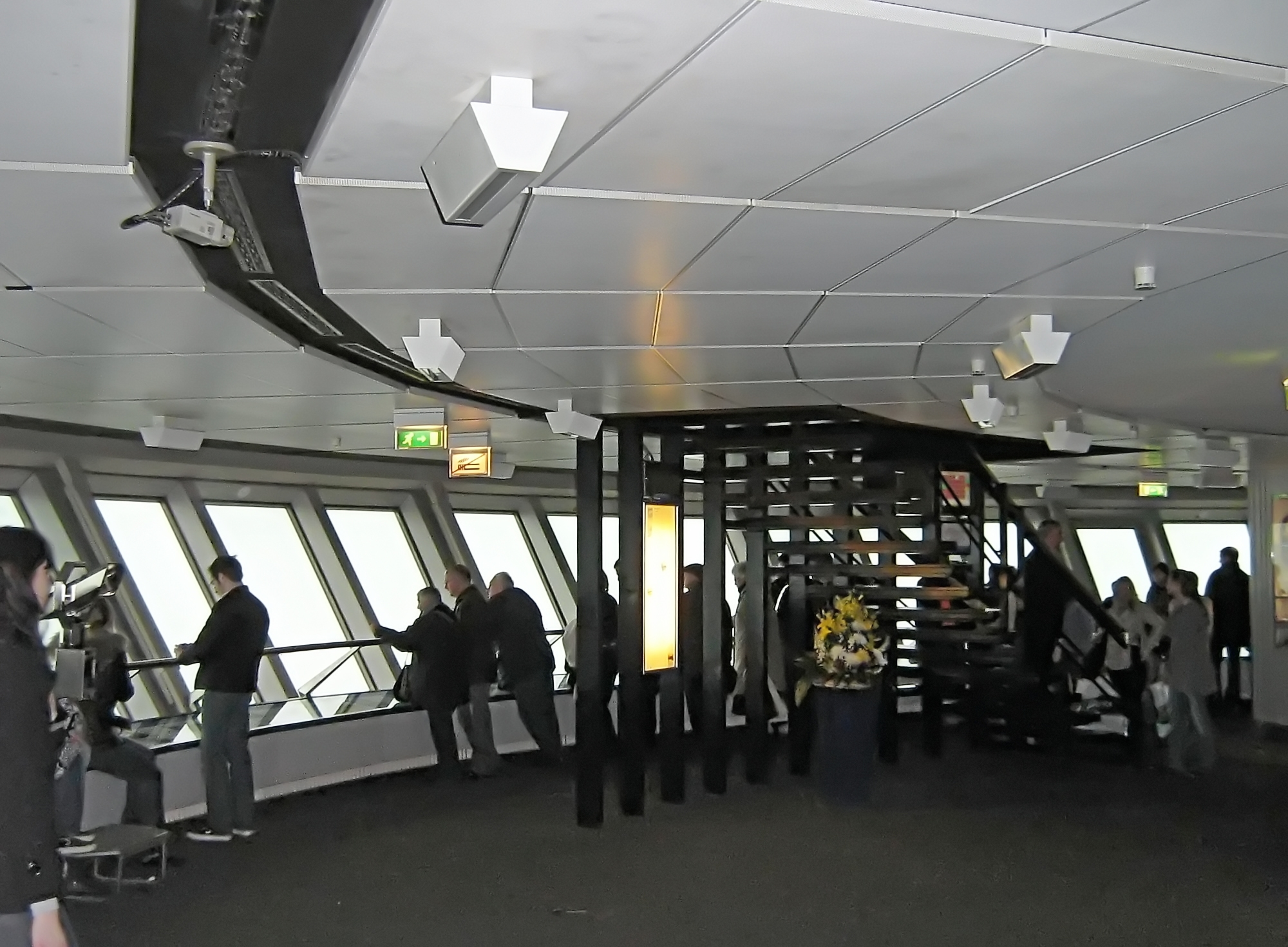
A panorámaemelet

## Fordítás
- Ez a szócikk részben vagy egészben a Berliner Fernsehturm című német Wikipédia-szócikk ezen változatának fordításán alapul.  Az eredeti cikk szerkesztőit annak laptörténete sorolja fel. Ez a jelzés csupán a megfogalmazás eredetét és a szerzői jogokat jelzi, nem szolgál a cikkben szereplő információk forrásmegjelöléseként.